# 조이랜드
조이랜드(Joyland)는 파키스탄, 미국에서 제작된 사임 사디크 감독의 2022년 드라마 영화이다. 알리 준조 등이 출연하였다.

## 출연
- 알리 준조
- 라스티 파루프
- 알리나 칸
- 사르와트 길라니
- 소하일 사미르